# Scavengers Reign
Scavengers Reign ist eine US-amerikanische animierte Science-Fiction-Fernsehserie, die von Joseph Bennett und Charles Huettner für HBO Max entwickelt wurde und auf ihrem Kurzfilm Scavengers von 2016 basiert. HBO Max kündigte die Serie im Juni 2022 an, und die erste Staffel mit 12 Episoden wurde am 19. Oktober 2023 ausgestrahlt.

## Handlung
Die Serie folgt den Überlebenden des havarierten Weltraumfrachtschiffs Demeter 227, die auf Vesta gestrandet sind, einem außerirdischen Planeten, der voller Flora und Fauna, aber auch voller Gefahren ist. Die Überlebenden sind anfangs in drei Gruppen aufgeteilt: Azi und ihr Robotergefährte Levi, Sam und Ursula sowie der isolierte Kamen. Die einzelnen Gruppen versuchen die anderen Besatzungsmitglieder und das Raumschiff wiederzufinden um dem Planeten zu entkommen.

## Besetzung
- Ursula (Sunita Mani), ein Besatzungsmitglied im Gartenbaulabor der Demeter, das mit Sam auf Vesta gestrandet ist.
- Sam (Bob Stephenson), Kommandant der Demeter; mit Ursula auf Vesta gestrandet.
- Azi (Wunmi Mosaku), ein Frachtspezialist auf der Demeter, der mit Levi auf Vesta gestrandet ist.
- Levi (Alia Shawkat), ein Roboter von der Demeter, der mit Azi auf Vesta gestrandet ist.
- Kamen (Ted Travelstead), ein Besatzungsmitglied der Demeter, das mit seiner Karriere und seiner Ehe zu kämpfen hat. Während er auf Vesta gestrandet ist, geht er eine Verbindung mit einem telepathischen und telekinetischen Wesen ein.

## Resonanz
Die Serie wurde von den Kritikern positiv aufgenommen. Auf der Kritikerseite Rotten Tomatoes hat die erste Staffel eine durchschnittliche Bewertung von 100 %, basierend auf 16 Kritiken. Auf IMDb eine Bewertung von 8,7 bei knapp 12 Tausend Bewertungen.